# Kevin Cosgrove
Kevin Michael Cosgrove (6 tháng 1 năm 1955 – 11 tháng 9 năm 2001) là một nhân viên quản lý ngành bảo hiểm người Mỹ và là nạn nhân của vụ khủng bố 11 tháng 9 tại khu vực Trung tâm Thương mại Thế giới. Ông là phó chủ tịch của công ty tư vấn bảo hiểm sức khỏe Aon Corporation.
Cosgrove được biết đến qua cuộc gọi khẩn cấp 9-1-1 trong những giây phút cuối đời của mình khi toà nhà đang bốc cháy sau khi chiếc máy bay khủng bố đâm vào tòa tháp Nam mà ông đang làm việc. Cuộc điện thoại kết thúc với tiếng thét của Cosgrove khi tòa nhà này khi nó sụp xuống. Cuộc gọi của ông trở thành chủ đề tin tức quốc tế thời điểm đó. Đoạn ghi âm cuộc gọi cũng được dùng làm bằng chứng trong vụ xét xử Zacarias Moussaoui, một trong những tên tội phạm trong vụ này.

## Cuộc sống cá nhân
Cosgrove và gia đình của ông sống tại West Islip, tiểu bang New York.

## Vụ tấn công 11/9
Vào thời điểm xảy ra vụ khủng bố, Cosgrove là phó chủ tịch của công ty bảo hiểm sức khỏe Aon Corporation  và là người quản lý phòng cháy chữa cháy của công ty. Theo đoạn ghi âm cuộc gọi 9-1-1 sử dụng trong vụ xét xử bị cáo Zacarias Moussaoui - thủ phạm vụ khủng bố, Cosgrove ở góc phía tây bắc trên tầng 105 của tòa tháp Nam thuộc khu vựcTrung tâm Thương mại Thế giới khi ông gọi cho tổng đài 911 vào lúc 9:54 phút sáng.
Cosgrove nói với nhân viên trực tổng đài 911 rằng ông gọi điện thoại từ văn phòng của một người tên Jonathan 'Jon' Ostaru (Cosgrove đánh vần nhầm thành John Ostaru), trong phòng còn có hai người khác ở cùng mình lúc đó. Một người được Cosgrove nêu tên là Doug Cherry. Cosgrove nói trên điện thoại rằng: "Vợ tôi nghĩ rằng tôi không sao, tôi gọi cho cô ấy và nói tôi đang rời khỏi tòa nhà, tôi vẫn ổn, và rồi có tiếng nổ bùm!". Sau khi nhân viên 911 gọi tiếp cho Cosgrove, ông nói: "Xin chào, chúng tôi đang nhìn... chúng tôi đang nhìn ra chỗ tòa Trung tâm Tài chính. Có ba người chúng tôi. Đã có hai cửa sổ bị vỡ." Sau đó là tiếng hét hoảng loạn của Cosgrove: "Ôi trời ơi!—", đúng lúc tòa nhà bắt đầu sụp xuống. Cuộc gọi của Cosgrove bị ngắt và kết thúc ngay khi tòa tháp Nam sụp đổ hoàn toàn vào lúc 9:59 sáng.

## Kết cục

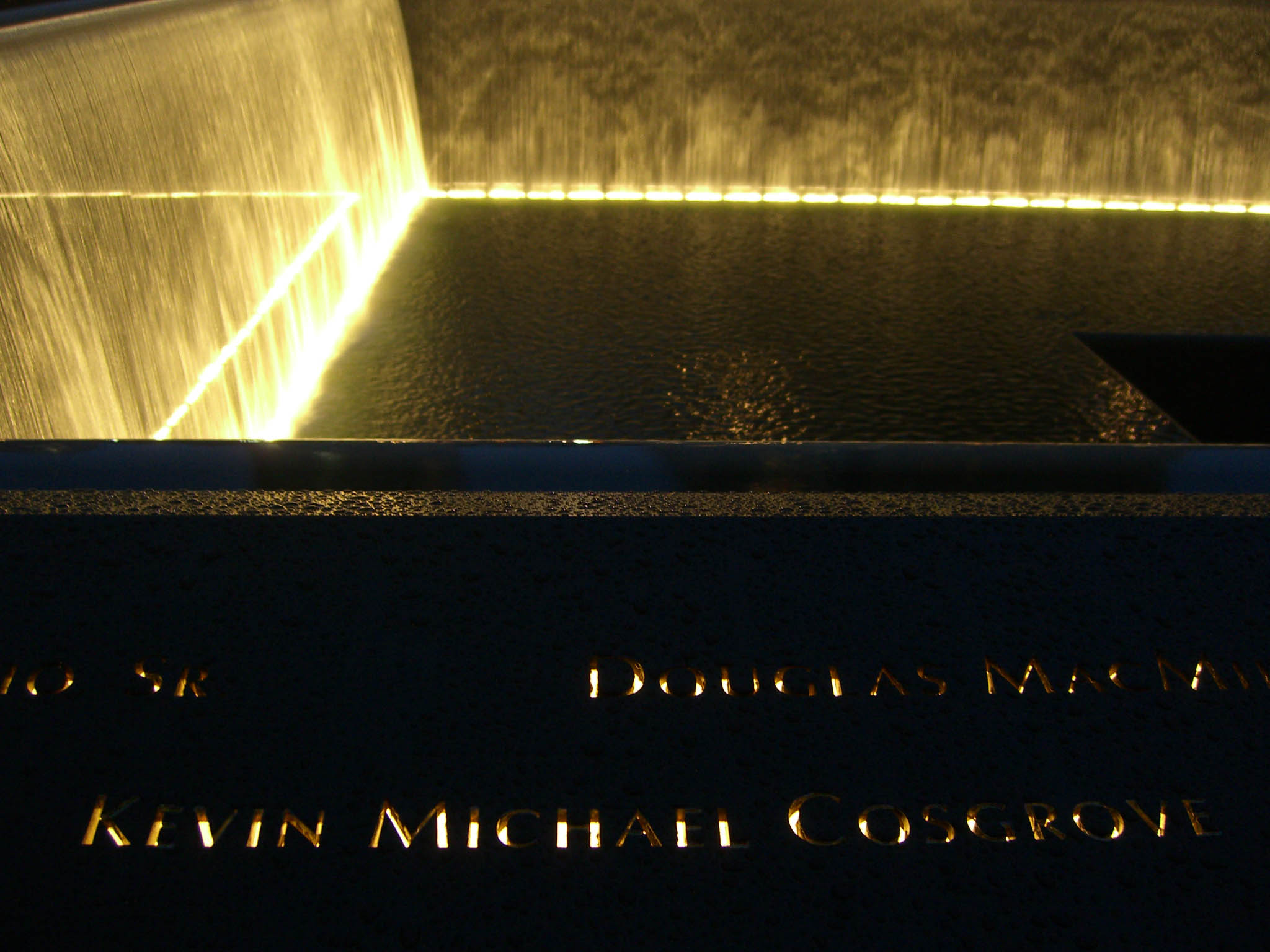
Tên của Cosgrove tại Panel S-60, hồ Nam, Bảo tàng tưởng nhớ sự kiện 9/11

Thi thể của Cosgrove được tìm thấy trong đống đổ nát. Không lâu sau đó, ông được án táng vào ngày 22 tháng 9 năm 2001, tại nghĩa trang Công giáo St. Patrick tại Huntington, New York, hưởng thọ 46 tuổi, để lại vợ là Wendy Cosgrove, một giáo viên, và ba người con.
Wendy Cosgrove sau đó tham gia phiên xét xử Moussaoui, nơi tên này bị tuyên án tử hình. Wendy cũng kiểm tra lại cuộc nói chuyện điện thoại của chồng khi ông bị mắc kẹt trong tòa nhà, bồi thẩm tòa và các nhân chứng cũng nghe thấy trao đổi của Kevin với nhân viên trực tổng đài 911 rằng: "Chúng tôi vẫn chưa muốn chết."
Theo Wendy, hai trong số ba người con của bà cũng bị ảnh hưởng từ vụ khủng bố này. Người con 12 tuổi (tại thời điểm xảy ra sự kiện) của bà học tập sa sút, có tính cách nóng giận và thói quen phá hoại cũng như gặp rắc rối với pháp luật. Người con thứ hai, 9 tuổi, mắc chứng tự hại bản thân và phải điều trị tâm lý.
Tại sự kiện tưởng nhớ các nạn nhân trong vụ khủng bố, tên của Cosgrove đã được khắc tại Panel S-60, hồ Nam, Bảo tàng tưởng niệm các nạn nhân của sự kiện 11/9.